# Ngọc Tiên (làng)
Ngọc Tiên hay còn gọi Ngọc Cục là tên một ngôi làng cổ tại xã Xuân Hồng, huyện Xuân Trường, tỉnh Nam Định.
Theo ngọc phả của làng Ngọc Tiên, làng có từ cuối thời Lý thế kỷ XII và đầu thời Trần thế kỷ XIII. Xưa kia làng Ngọc Tiên có tên là “Nam Thiên Ngọc ấp” - mảnh đất phía trời Nam
Đến thời Trần làng Ngọc Tiên nằm trong Hành Cung Trang và được chọn là Vườn Kim Quất nhà Trần. Với những vật phẩm, cống vật dâng Vua nên làng Ngọc Tiên nổi tiếng là chuối ngự, cam đường, cải Quan âm...vv... (theo Dư Địa Chí Nam Định)